# Зелена Балка (Василівський район)
Зелена Ба́лка — село в Україні, у Василівському районі Запорізької області. Населення становить 1 осіб. Орган місцевого самоврядування - Гюнівська сільська рада.

## Географія
Село Зелена Балка знаходиться в балці Зелена[джерело?], на відстані 1,5 км від села Гюнівка. Селом тече балка Майчекрак.

## Населення

### Мова
Розподіл населення за рідною мовою за даними перепису 2001 року:
| Мова       | Кількість | Відсоток |
| ---------- | --------- | -------- |
| українська | 1         | 100%     |